# Pelophryne murudensis
Pelophryne murudensis es una especie de anfibio anuro de la familia Bufonidae.

## Distribución geográfica
Esta especie es endémica del estado de Sarawak en el este de Malasia en el noroeste de Borneo. Se encuentra en la cumbre del monte Murud a 2120 m sobre el nivel del mar. Su alcance es inferior a 5 km².

## Descripción
Pelophryne murudensis mide hasta 25 mm para los machos. Su parte posterior es de color beige o marrón grisáceo y está marcada en el centro por una mancha marrón oscura en forma de reloj de arena. Una mancha del mismo color pero en forma de V adorna su frente. El fondo de sus flancos es crema finamente moteado de oscuro. Su lado ventral es pulido, teñido de sepia o gris oscuro. Una gran mancha en forma de herradura abierta hacia la parte posterior marca su abdomen.

## Etimología
El nombre de la especie está compuesto de murud y del sufijo latino -ensis que significa "que vive, que habita", y le fue dado en referencia al lugar de su descubrimiento, el monte Murud.

## Publicación original
- Das, 2008: Two new species of Pelophryne (Anura: Bufonidae) from Gunung Murud, Sarawak (Northwestern Borneo). Raffles Bulletin of Zoology, vol. 56, n.º 2, p. 435-443[4]